# Sulo Emil Multamäki
Sulo Emil Multamäki, född 22 februari 1889 i Hollola, död 8 maj 1968 i Helsingfors, var en finländsk skogsvetare. 
Multamäka som var son till jordbrukare Juho Fredrik Multamäki och Amanda Gustava Lehtonen, blev student 1910, avlade forstexamen 1914 samt blev filosofie kandidat 1917 och filosofie licentiat 1919. Han blev dikningsforstmästare vid Forststyrelsen 1917 och var professor i forstlig torvmarkslära vid Helsingfors universitet 1944–1957. Han var ordförande i styrelsen för Vaasan Laiva Oy från 1960. Han blev ledamot av Finlands Forstvetenskapliga sällskap 1918, av Finska Vetenskapsakademien 1921 och arbetande medlem i Geografiska sällskapet i Finland 1934. 